# 日本平锉蛤
日本平锉蛤（学名：Limatula nippona），是莺蛤目狐蛤科平锉蛤属的一种。主要分布于韩国、中国大陆，常栖息在水深83米、泥砂底质、仅见于潮下带。